# ريفي
موسيقى الريفي هي إحدى أنواع الموسيقى في ليبيا وخاصة في الجزء الغربي منها، وهي تقوم على آلات موسيقية مثل (القيثارة، العود، الدربوكة، والكمان، الاورغ).
ظهر هذا الفن منذ أكثر من قرن ولكن لم يكن له اسم حيث كان جزءا من موسيقى (جر السواحلي) وهي موسيقى ليبية أخرى، ولكن ما يميز موسيقى الريفي الليبية هو طابعها الشبابي في مقطوعاتها الموسيقية ويمكن أن نقول أن هذا الفن القديم لم يتحصل على اسمه إلا في السنوات العشر الأخيرة.

## غناء الريفي
إن أغاني الريفي تعتمد على النزعة الشبابية المتغزلة بفتيات أو العكس، وتعتمد على الشعر القصير مع أداء قوي، ومن أشهر المغنين الحاليين لهذا الفن (شاب ربيع، شابة خولة، شابة ليلى).